# Acanthormius propensus
Acanthormius propensus är en stekelart som beskrevs av Papp 1991. Acanthormius propensus ingår i släktet Acanthormius och familjen bracksteklar. Inga underarter finns listade i Catalogue of Life.